# Lécussan
Lécussan (em occitano:  Lecuçan) é uma comuna francesa na região administrativa da Occitânia, no departamento do Alto Garona. Estende-se por uma área de 7.43 km², com 270 habitantes, segundo o censo de 2018, com uma densidade de 36 hab/km².